# Solmisación
La solmisación es un sistema desarrollado por el monje Guido d'Arezzo a mediados del siglo XI con el objetivo de que toda persona pudiera aprender los cantos eclesiásticos sin la ayuda de un instrumento ni de un maestro. Este fue un instrumento didáctico para el aprendizaje de la música durante la baja Edad Media y el Renacimiento. Estaba basado en la utilización de los tres hexacordios: el naturalis, el durum y el mollis con los que se podía componer, tocar y cantar toda la música. Hacia fines del siglo XVI, con el creciente uso de cromatismos, este sistema empezó a resultar obsoleto. No obstante sus principios se continuaron incluyendo en tratados tan posteriores como del siglo XVIII. Este sistema es similar al actual solfeo.
Guido nombra a las seis voces (notas) a partir de la primera sílaba de los seis primeros versos del Himno de San Juan.

"Ut queant laxis

Resonare fibris

Mira gestorum

Famuli tuorum,

Solve polluti

Labii reatum,

Sancte Ioannes."

Esas voces son las que conforman el hexacordio. Naturalmente, muchas veces las melodías tenían una extensión que excedía el rango acotado del hexacordio del sistema guidoniano. Las reglas de la solmisación establecían que no se podía cantar nada por encima de la ni por debajo de ut, por lo cual indica un sistema de mudanzas, en que se cambiaba de ubicación el ut (naturalmente en C) a la del sol (G) o del FA (F) Esto, en ocasiones, implicaba combinar hexacordios de distintos tipos. Para poder realizar esto era necesario conocer la composición interválica de dichos hecacordios en los cuales, la ubicación del único semitono era siempre la misma; variaba la nota de partida.

### Hexacordio naturalis (natural)
UT (T) RE (T) MI (st) FA (T) SOL (T) LA

C  (T)  D (T)  E (st)  F  (T) G  (T)  A 

### Hexacordio durum (duro)
UT (T) RE (T) MI (st) FA (T) SOL (T) LA

G   (T)   A (T)    B quad. (st) c (T)       d (T)      e 

### Hexacordio mollis (blando)
UT (T) RE (T) MI (st) FA (T) SOL (T) LA

F  (T) G   (T) A  (st) B rot.* (T) C   (T) D

## Nota
1. ↑  B quadratum, cuadrado o duro es lo que hoy conocemos como si natural; B rotundum, redondo, mollis o blando es lo que hoy conocemos como si bemol. En este sistema no existían esas notas como tales, puesto que solo se podía cantar ut, re, mi, fa, sol y la. La presencia del B quadratum o del B rotundum indicarían que el semitono estaría por arriba o por debajo, respectivamente. De estas dos posibles voces, surgen nuestros actuales signos becuadro (B quadratum) y bemol (B mollis).

- Datos: Q109310892